# إيرنست آبي سبورتفيلد
إيرنست آبي سبورتفيلد هو ملعب كرة قدم يستضيف مسابقات ألعاب القوى، يقع في ينا، تورينغن، ألمانيا، يتسع لـ 12990 متفرج. تم وضع حجر الأساس للملعب في 1922. تم افتتاحه في 24 أغسطس 1924. تمت توسعته في 1974.